# Hero Cycles

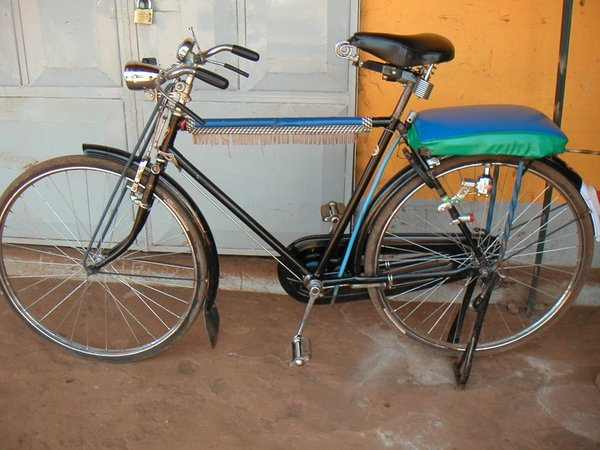

Hero Cycles is een Indiaas concern dat onder andere fietsen produceert. 
Het familiebedrijf startte in 1944 met een handel in fietsonderdelen door vier broers Munjal in de stad Amritsar. In de periode vanaf 1956 is het bedrijf verhuisd naar de nabijgelegen stad Ludhiana waar een grote fabricage op gang kwam van fietsen en fietsonderdelen.  Het bedrijf startte onder de noemer Hero Honda omstreeks 1984 voor gemotoriseerde tweewielers een joint venture met het Japanse Honda. Na het vertrek in 2010 van Honda uit de samenwerking is de naam daarvan gewijzigd naar Hero MotoCorp.
Anno 2016 is het concern met een productie van zo'n 18.500 fietsen per dag een van de grootste fietsfabrikanten ter wereld. Het is tevens onder meer actief als producent van motorvoertuigen en aanverwante onderdelen.